# 424 Грација
424 Грација (енгл. 424 Gratia) је астероид главног астероидног појаса са пречником од приближно 87,20 km.
Афел астероида је на удаљености од 3,078 астрономских јединица (АЈ) од Сунца, а перихел на 2,466 АЈ.
Ексцентрицитет орбите износи 0,110, инклинација (нагиб) орбите у односу на раван еклиптике 8,208 степени, а орбитални период износи 1685,836 дана (4,615 године).
Апсолутна магнитуда астероида је 9,80 а геометријски албедо 0,027.
Астероид је откривен 31. децембра 1896. године.